# Ivan Hlevnjak
Ivan Hlevnjak (El Shatt (Egipto), 28 de abril de 1944 - Split, 28 de noviembre de 2015) fue un futbolista yugoslavo de origen croata que jugó en la posición de mediocampista ofensivo y se vistió en tres ocasiones la camiseta de la selección yugoslava en 1969.
Nacido en la Segunda Guerra Mundial en el campo de refugiados de El Shatt en la Península del Sinaí (Egipto), después del conflictor volvió a la tierra de sus padre sen Yugoslavia y comenzó a jugar en las categorías inferiores del Hajduk Split. Debutartía con el primer equipo en la temporada 1962–63  y jugaría allí hasta 1973 jugando un total de 665 partidos con 237 goles. Después de dejar el Hajduk, se trasladó a Francia para jugar en la Ligue 1 con el RC Strasbourg (1973–1975) y posteriormente en la Ligue 2 con el SAS Épinal (1975–1979). Después de eso, disputó una temporada al Showbol en los Estados Unidos con el Philadelphia Fever entre 1980 y 1981.
Tuvo tres internacionalidades con la selección de fútbol sub-21 de Yugoslavia, y otras tres con la selección absoluta.

## Clubes
| Club                        | País           | Año       | Partidos | Goles |
| --------------------------- | -------------- | --------- | -------- | ----- |
| Hajduk Split                | Yugoslavia     | 1962–1973 | 310      | 72    |
| RC Strasbourg               | Francia        | 1973–1975 | 52       | 9     |
| SAS Épinal                  | Francia        | 1975–1979 | 115      | 26    |
| Philadelphia Fever (indoor) | Estados Unidos | 1980–1981 |          |       |